# Bell hooks
Gloria Jean Watkins (Hopkinsville, Kentucky, 25 de septiembre de 1952 - Berea, Kentucky,15 de diciembre de 2021), conocida como bell hooks (escrito en minúsculas), fue una escritora y activista social feminista estadounidense. El nombre "bell hooks" proviene del de su bisabuela materna, Bell Blair Hooks.
El enfoque de la escritura de hooks fue la interseccionalidad entre raza, clase y género, y lo que describió como la capacidad para producir y perpetuar sistemas de opresión y dominación de clase. Publicó más de 40 libros y numerosos artículos académicos, apareció en documentales y participó en conferencias públicas. Los principales temas que trató fueron cuestiones relacionadas con la raza, la clase social y el género en la educación, el arte, la historia, la sexualidad, los medios de comunicación y el feminismo.
En 2014, fundó el Instituto bell hooks en Berea College, Berea, Kentucky.

## Biografía
hooks nació en Hopkinsville, una pequeña ciudad segregada de Kentucky, en una familia de clase trabajadora. Su  madre, Rosa Bell Watkins, era ama de casa y su padre, Veodis Watkins, conserje. Tuvo cinco hermanas y un hermano. Lectora ávida, se educó en escuelas públicas con segregación racial y escribió sobre las grandes dificultades que le planteó el paso a una escuela integrada, donde los maestros y alumnos eran predominantemente blancos. Se graduó en la Hopkinsville High School de Hopkinsville, Kentucky. Obtuvo una licenciatura en inglés en la Universidad de Stanford en 1973 y una maestría en inglés en la Universidad de Wisconsin-Madison en 1976.
En 1983, después de varios años de enseñanza y escritura, terminó un doctorado en literatura en la Universidad de California, Santa Cruz, con una tesis sobre la autora Toni Morrison.
Escribió más de cuarenta libros, gran cantidad de artículos académicos y presentó multitud de ponencias; también escribió literatura infantil. Además ha realizado varias  apariciones breves en diversos documentales.

### Carrera
La carrera docente de hooks comenzó en 1976 como profesora de inglés y profesora titular de estudios étnicos en la Universidad del Sur de California. Durante los tres años que pasó allí, Golemics, una editorial de Los Ángeles, publicó su primera obra, un libro de poemas titulado And There We Wept (Y allí lloramos) (1978), firmado con el seudónimo "bell hooks". Adoptó el nombre de su bisabuela materna como seudónimo porque su bisabuela "era conocida por su lengua fuerte y audaz, que admiraba mucho". Puso el nombre en letras minúsculas "para diferenciarse de su bisabuela" y porque este uso de las minúsculas implica que lo más importante es su trabajo: la "sustancia de los libros, no lo que soy".
Impartió docencia en varias instituciones postsecundarias a principios de los años ochenta y noventa, incluidas la Universidad de California, Santa Cruz, la Universidad Estatal de San Francisco, Yale, el Oberlin College y el City College de Nueva York. South End Press publicó su primera obra relevante, Ain't I a Woman?: Black Women and Feminism (¿No soy mujer?: Las mujeres negras y el feminismo) en 1981, aunque lo había escrito años antes, cuando era estudiante. En las décadas transcurridas desde su publicación, Ain't I a Woman? ha ganado reconocimiento general como una contribución influyente al pensamiento feminista.
Ain't I a Woman? examina varios temas recurrentes en su obra posterior: el impacto histórico del sexismo y el racismo en las mujeres negras, la devaluación de la mujer negra, los roles y el retrato de los medios, el sistema educativo, la idea de un patriarcado capitalista supremacista blanco, la marginación del negro y de las mujeres, así como el desprecio por los problemas de raza y clase dentro del feminismo. Desde la publicación de Ain't I a Woman?, se convirtió en una eminente pensadora política y crítica cultural de izquierda y postmoderna.  
Algunas feministasla citan con frecuencia como autora de la mejor solución para la dificultad de definir algo tan diverso como el "feminismo", abordando el problema de que, si el feminismo puede significar todo, no significa nada. A la pregunta "¿Qué es el feminismo?", responde que es un movimiento para terminar con el sexismo, la explotación sexista y la opresión".
Publicó más de 40 libros sobre temas como la masculinidad negra, el patriarcado, autoayuda, pedagogía comprometida, memorias personales, y sexualidad (en lo que respecta al feminismo y la política de la cultura estética / visual). Un tema predominante en sus últimos escritos fue la comunidad y la comunión; la capacidad de amar a las comunidades para superar las desigualdades de raza, clase y género. En tres de sus obras y otros cuatro libros para niños sugiere que la comunicación y la alfabetización (la capacidad de leer, escribir y pensar críticamente) son cruciales para desarrollar comunidades y relaciones saludables que no se vean afectadas por la raza, la clase o las desigualdades de género. También fue crítica cultural y parte de su trabajo versa sobre análisis cinematográfico.
Fue profesora de Estudios Afroamericanos e Inglés en la Universidad de Yale, Profesora Asociada de Estudios de la Mujer y Literatura Americana en el Oberlin College en Oberlin, Ohio, y Distinguida Profesora de Literatura Inglesa en el City College de Nueva York. Realizó tres residencias estudiantiles en The New School, así como entabló diálogos públicos con Gloria Steinem, Laverne Coxy Cornel West.

### Fallecimiento
Falleció en Berea el 15 de diciembre de 2021 a los 69 años de edad.

## Influencias
En la formación de bell hooks es notable la influencia de la autora afrodescendiente abolicionista y feminista Sojourner Truth (cuyo discurso Ain't I a Woman? inspiró su primera gran obra), el educador brasileño Paulo Freire (cuyas perspectivas sobre educación aborda en su teoría de la pedagogía comprometida), el teólogo peruano y sacerdote dominicano Gustavo Gutiérrez, el psicólogo Erich Fromm, la dramaturga Lorraine Hansberry, el monje budista Thích Nhất Hạnh, el escritor afrodescendiente James Baldwin, el historiador guyanés Walter Rodney, el líder afrodescendiente negro nacionalista Malcolm X y el líder afrodescendiente de derechos civiles Martin Luther King, Jr. (que se ocupa de cómo la fuerza del amor une a las comunidades). Hooks dijo de la noción de comunidad querida de Martin Luther King Jr. "Tenía una conciencia profunda de que las personas involucradas en las instituciones opresivas no cambiarían de las lógicas y prácticas de dominación sin involucrarse con aquellos que están luchando por una mejor manera"

## Teoría feminista
Observando la falta de voces diversas en la teoría feminista popular, bell hooks publicó el libro Feminist Theory: From Margin to Center (Teoría feminista: de los márgenes al centro) en 1984. En esta obra afirmó que la diversidad de voces han sido marginadas: "Estar en el margen es ser parte del todo, pero fuera del cuerpo principal". hooks argumentó que si el feminismo busca hacer que las mujeres sean iguales a los hombres, entonces es imposible en la sociedad occidental, ya que no todos los hombres son iguales. En palabras textuales,  "Las mujeres de clase baja y los grupos pobres, particularmente las que no son blancas, no habrían definido la liberación de las mujeres como mujeres que ganan igualdad social con los hombres ya que continuamente se les recuerda en su vida cotidiana que las mujeres no comparten un estatus social común".
Utilizó su trabajo como una plataforma para ofrecer una teoría feminista más inclusiva. Su teoría alentó la idea de hermandad de larga data, pero abogó por que las mujeres reconozcan sus diferencias sin dejar de aceptarse mutuamente. hooks desafió a las feministas a considerar la relación de género con la raza, la clase y el sexo, un concepto conocido como interseccionalidad. También defiende la importancia de la participación masculina en el movimiento por la igualdad, afirmando que, para que se produzca el cambio, los hombres deben participar. hooks también exige una reestructuración del marco cultural del poder  para que no considere necesaria la opresión de los demás.
Parte de esta reestructuración invita a los hombres a formar parte del movimiento feminista, de modo que no haya una ideología separatista, sino una camaradería incorporada. Además, muestra un gran aprecio por el alejamiento del pensamiento feminista liderado por las mujeres blancas burguesas y hacia una reunión multidimensional de ambos sexos para luchar por el crecimiento de las mujeres. Este enfoque hace hincapié en la comprensión, la apreciación y la tolerancia de todos los géneros y sexos para que todos tengan el control de sus propios destinos, sin control por los tiranos capitalistas patriarcales.
Otra parte de la reestructuración del movimiento proviene de la educación; bell hooks señala que existe un estigma antiintelectual entre las masas. Los pobres no quieren escuchar a los intelectuales porque son diferentes y tienen ideas diferentes. Sin embargo, como señala bell hooks, este estigma contra los intelectuales lleva a que las personas pobres que han conseguido alcanzar una educación postsecundaria sean rechazadas porque ya no son como el resto de la masa. Para que podamos lograr la igualdad, las personas deben poder aprender de aquellos que han destruido estos estereotipos. Esta separación conduce a una mayor desigualdad y, para que el movimiento feminista tenga éxito, debe ser capaz de cerrar la brecha educativa y relacionarse con aquellos que están situados en el extremo inferior de la esfera económica. Según bell hooks, eso reduciría la desigualdad.

## Obras
- Otras inapropiables. Feminismos desde las fronteras (2004) ISBN 84-932982-5-5
- Ain't I a Woman? Black Women and Feminism (1981) ISBN 0-89608-129-X
- Feminist Theory: From Margin to Center (1984) ISBN 0-89608-614-3
- Talking Back: Thinking Feminist, Thinking Black (1989) ISBN 0-921284-09-8
- Yearning: Race, Gender, and Cultural Politics (1990) ISBN 0-921284-34-9
- Breaking Bread: Insurgent Black Intellectual Life (1991) (con Cornel West) ISBN 0-89608-414-0
- Black Looks: Race and Representation (1992) ISBN 0-89608-433-7
- Sisters of the Yam: Black Women and Self-recovery (1993) ISBN 1-896357-99-7
- Teaching to Transgress: Education As the Practice of Freedom (1994)ISBN 0-415-90808-6
- Outlaw Culture: Resisting Representations (1994) ISBN 0-415-90811-6
- Art on My Mind: Visual Politics (1995) ISBN 1-56584-263-4
- Killing Rage: Ending Racism (1995) ISBN 0-8050-5027-2
- Bone Black: Memories of Girlhood (1996) ISBN 0-8050-5512-6
- Reel to Real: Race, Sex, and Class at the Movies (1996)
- Wounds of Passion: A Writing Life (1997) ISBN 0-8050-5722-6
- Happy to be Nappy (1999) ISBN 0-7868-0427-0
- Remembered Rapture: The Writer at Work (1999) ISBN 0-8050-5910-5
- All About Love: New Visions (2000) ISBN 0-06-095947-9
- Justice: Childhood Love Lessons (2000)
- Feminism is for Everybody: Passionate Politics (2000) ISBN 0-89608-629-1
- Where We Stand: Class Matters (2000) ISBN 978-0-415-92913-4
- Salvation: Black People and Love (2001) ISBN 0-06-095949-5
- Communion: The Female Search for Love (2002) ISBN 0-06-093829-3
- Homemade Love (2002) ISBN 0-7868-0643-5
- Be Boy Buzz (2002) ISBN 0-7868-0814-4
- Rock My Soul: Black People and Self-esteem (2003) ISBN 0-7434-5605-X
- The Will to Change: Men, Masculinity, and Love (2003) ISBN 0-7434-5607-6
- Teaching Community: A Pedagogy of Hope (2003) ISBN 0-415-96817-8
- We Real Cool: Black Men and Masculinity(2004) ISBN 0-415-96926-3
- Skin Again (2004) ISBN 0-7868-0825-X
- Space (2004) ISBN 0-415-96816-X
- Soul Sister: Women, Friendship, and Fulfillment (2005) ISBN 0-89608-735-2
- Witness (2006) ISBN 0-89608-759-X
- Belonging: a culture of place (2009) ISBN 0-415-96816-4
- Teaching critical thinking: practical wisdom (2010) ISBN 0-415-96820-1
- Appalachian elegy: poetry and place (2012) ISBN 0-8131-3669-1
- Writing beyond race: living theory and practice (2013) ISBN 9780415539159
- Funk sin límites (2020). Bellaterra, ISBN 978 84 7290 959 5. Traducido por Javier Sáez del Álamo
- El deseo de cambiar (2021).  Bellaterra, 978-84-18684-40-1. Traducido por Javier Sáez del Álamo
- Enseñar a trasgredir (2021). Capitán Swing, ISBN 9788412351361. Traducido por Marta Malo
- Enseñar comunidad. Una pedagogía de la esperanza (2024). Bellaterra, ISBN 978-84-19160-77-5

## Apariciones en documentales
- Black Is, Black Ain't (1994)
- Give a Damn Again (1995)
- Cultural Criticism and Transformation (1997)
- My Feminism (1997)
- I am a Man: Black masculinity in America (2004)
- Voices of Power (1999)
- Baadasssss Cinema (2002)
- Writing About a Revolution: A talk (2004)
- Happy to Be Nappy and other stories of me (2004)
- Is Feminism Dead? (2004)